# Большие Чурки
Большие Чурки — крупнейший по площади (свыше 800 км²) и по высоте (831 м ВУМ) горный хребет в системе трёх небольшой островных горных хребтов (наряду с хребтами Даур и Ульдура) Еврейской автономной области. Населённые пункты: Бабстово, Целинное, Унгун, Лазарево, Красивое, Димитрово.

## География
Расположен в её южной части на границе Ленинского и Биробиджанского районов Еврейской автономной области. В длину достигает 33 км, в ширину с севера на юг — около 25. Практически со всех сторон хребет окружает низменная, сильно заболоченная и большей частью безлесая Среднеамурская низменность с высотами 55—60 мм выше уровня моря. Большие Чурки имеет сложную изогнутую форму. С хребтом Даур его соединяет небольшой узкий кряж. Максимальная точка хребта — гора Чалдонка высотой 831 метр. С хребта в р. Амур стекают 7 заметных рек, крупнейшие из которых — Вертопрашиха, Солонечная, Листвянка и Малая Бира.

## Флора и фауна
В нижнем ярусе хребта преобладают широколиственные леса муссонного типа, на высотах свыше 600 м их сменяют хвойные. На склонах хребта встречается редкий вид солонгой, некоторые редкие виды хищных птиц и бабочек. Часть хребта включает в свой состав природный заказник «Большие Чурки».